# Kabinett Pak Pong-ju III
Das Kabinett Pak Pong-ju III bildete vom 9. April 2014 bis zum 11. April 2019 die Regierung der Demokratischen Volksrepublik Korea. Sie löst das Kabinett Pak Pong-ju II ab.
Pak Pong-ju wurde am 9. April 2014 auf der ersten Sitzung der 13. Obersten Volksversammlung wiedergewählt. Auf der ersten Sitzung der 14. Obersten Volksversammlung wurde er durch Kim Chae-ryong ersetzt und das Kabinett damit abgelöst.
Die Rolle der Regierung Nordkoreas ist im Vergleich zu anderen Ländern eingeschränkt. Die Regierungsgewalt wird hauptsächlich von der Nationalen Verteidigungskommission unter ihrem Vorsitzenden Kim Jong-un ausgeübt.
| Amt | Name                                  |
| --- | ------------------------------------- |
| Vorsitzender des Ministerrates                                                                                      | Pak Pong-ju                           |
| Vorsitzender der Staatlichen Planungskommission (ex officio auch Stellvertreter des Vorsitzenden des Ministerrates) | Ro Tu-chol                            |
| weitere Stellvertreter des Vorsitzenden des Ministerrates                                                           | Kim Yong-jin, Ri Mu-yong, Ri Chol-man |
| Minister für Chemische Industrie                                                                                    | Ri Mu-yong                            |
| Minister für Landwirtschaft                                                                                         | Ri Chol-man                           |
| Minister des Auswärtigen                                                                                            | Ri Su-yong                            |
| Minister für Elektrizität                                                                                           | Kim Man-su                            |
| Minister für Kohleindustrie                                                                                         | Mun Myong-hak                         |
| Minister für Metallindustrie                                                                                        | Kim Yong-gwang                        |
| Minister für Eisenbahnwesen                                                                                         | Jon Kil-su                            |
| Minister für Überlandverkehr und Schifffahrt                                                                        | Kang Jong-gwan                        |
| Minister für Bergbau                                                                                                | Ri Hak-chol                           |
| Minister für Staatliche Ressourcenentwicklung                                                                       | Ri Chun-sam                           |
| Minister für Ölindustrie                                                                                            | Pae Hak                               |
| Minister für Forstwirtschaft                                                                                        | Han Ryong-guk                         |
| Minister für Maschinenbauindustrie                                                                                  | Ri Jong-guk                           |
| Minister für Atomenergieindustrie                                                                                   | Ri Je-son                             |
| Minister für Elektronikindustrie                                                                                    | Kim Jae-seong                         |
| Minister für Post und Telekommunikation                                                                             | Sim Chol-ho                           |
| Minister für Bau- und Baustoffindustrie                                                                             | Tong Jong-ho                          |
| Minister für Staatliche Bauaufsicht                                                                                 | Kwon Song-ho                          |
| Minister für Nahrungsmittel und die Industrie des täglichen Bedarfs                                                 | Jo Yong-chol                          |
| Minister für Fischereiwirtschaft                                                                                    | Ri Hyok                               |
| Minister für Finanzen                                                                                               | Choe Kwang-jin                        |
| Minister für Arbeit                                                                                                 | Jong Yong-su                          |
| Minister für Außenhandel                                                                                            | Ri Ryong-nam                          |
| Vorsitzender der Staatlichen Kommission für Wissenschaft und Technologie                                            | Choe Sang-gon                         |
| Präsident der Staatlichen Akademie der Wissenschaften                                                               | Jang Chol                             |
| Minister für Natur- und Umweltschutz                                                                                | Kim Kyong-jun                         |
| Minister für Städtebau                                                                                              | Kang Yong-su                          |
| Minister für Nahrungsmittelbeschaffung und -verwaltung                                                              | Mun Ung-jo                            |
| Minister für Handel                                                                                                 | Kim Kyong-nam                         |
| Vorsitzender der Erziehungskommission                                                                               | Kim Sung-du                           |
| Minister für Erziehungswesen                                                                                        | Thae Hyong-chol                       |
| Minister für Gesundheitswesen                                                                                       | Kang Ha-guk                           |
| Minister für Kultur                                                                                                 | Pak Chun-nam                          |
| Minister für Körperkultur und Sport                                                                                 | Ri Jong-mu                            |
| Präsident der Zentralbank                                                                                           | Kim Chon-gyun                         |
| Direktor des Staatlichen Statistikamtes                                                                             | Ri Sung-ho                            |
| Leiter des Sekretariats des Ministerrates                                                                           | Kim Yong-ho                           |